# Powiat Hajdúszoboszló
Powiat Hajdúszoboszló (węg. Hajdúszoboszlói járás) – jeden z dziewięciu powiatów komitatu Hajdú-Bihar na Węgrzech. Siedzibą władz jest miasto Hajdúszoboszló.

## Miejscowości powiatu Hajdúszoboszló
- Ebes
- Hajdúszoboszló
- Hajdúszovát
- Nagyhegyes